# Malinovo
Malinovo é um município da Eslováquia, situado no distrito de Senec, na região de Bratislava. Tem 8,7 km² de área e sua população em 2019 foi estimada em 3569 habitantes.

## Demografia
| Ano:        | 1994 | 2004    | 2014    | 2024    |
| ----------- | ---- | ------- | ------- | ------- |
| Broj ljudi: | 1257 | 1401    | 2520    | 4146    |
| Razlika:    |      | +11,45% | +79,87% | +64,52% |

| Ano:               | 2023 | 2024   |
| ------------------ | ---- | ------ |
| Número de pessoas: | 4133 | 4146   |
| Diferença:         |      | +0,31% |